# حام (بعلبك)
حام هي إحدى القرى اللبنانية من قرى قضاء بعلبك في محافظة بعلبك الهرمل.

## أصل التسمية
يعود أصل التسمية إلى حام (ع) وهو الابن الثالث للنبي نوح (ع)، ويوجد مقام صغير على مدخل البلدة للنبي حام (ع).

## الموقع
تقع قرية حام على السفوح الغربية لسلسلة جبال لبنان الشرقية، إلى الجنوب من مدينة بعلبك، وهي إدارياً في قضاء بعلبك من محافظة البقاع (أو في قضاء بعلبك من محافظة بعلبك - الهرمل تبعاً للتقسيمات الادارية الجديدة). تبعد حام 95 كلم عن العاصمة بيروت، ترتفع 1500م عن سطح البحر وتبلغ مساحتها 1,539 هكتاراً.

## السكان
يقدر عدد السكان المسجلين بـ 600 نسمة، ينتمون إلى المذهب الشيعي، اقل من ثلثهم يقيم في القرية، ويتوزع الآخرون في المدن والبلدات المجاورة خصوصاً في بعلبك وبوداي، فيما يقدر عدد منازل القرية بـ 70 منزلاً. 
كما أن للقرية حضورًا بارزًا في الاغتراب، حيث رفع عدد من أبنائها اسمها عاليًا في مجالات متعددة، منهم: 
•	محمد طلال مراد: نائب مدير عام مجلس الشعب الأوزبكستاني ورئيس مجلس إدارة بنوك “أبكس”. 
•	الدكتور علي طلال مراد: طبيب متخصص في جراحة الأنف والأذن والحنجرة في ألمانيا. 
•	المهندس مختار طلال مراد: يعمل في مجال الطاقة المتجددة في ألمانيا. 
•	المحامية سوسن طلال مراد: محامية بارزة في لبنان. 

## السلطات المحلية
لا تتوفر بلدية في القرية وتقتصر السلطة المحلية على مختار ومجلس اختياري.

## المؤسسات التربوية
في حام مدرسة رسمية ابتدائية تضم 21 طالباً فقط، بينما يعمل بها 4 مدرسين، وتفتقر إلى التجهيزات والمستلزمات الفنية.

## الحياة الاقتصادية
تشكل الزراعة ابرز وأهم مصدر للدخل للمقيمين في حام، تليها تربية النحل (1,100 قفير نحل) والماشية (3,500 رأس ماعز). بالإضافة إلى ذلك، يعمل الكثير من أبناء البلدة في السلك العسكري، وخلال السنوات الماضية عمل البعض في نقل البضائع على اختلافها عبر الحدود اللبنانية- السورية. في البلدة جمعية تعاونية زراعية تعمل على تسويق المنتجات الزراعية.

## الزراعة
تستغل نحو 45% من اراضي حام في الزراعة وتستخدم فقط كمراعي.

## الملكية العقارية
معظم أراضي حام غير مفرزة وهي تتبع نظام الشيوع مما يحد من حرية التصرف في البيع أو الرهن.
كانت حام حتى العام 1992 معزولة عن المناطق اللبنانية حيث تم في هذا العام ربطها بطريق معبدة ضيقة تمر في بلدة بريتال واستحدثت في العام 2000 طريق أخرى تصلها إلى بلدة الخريبة بمساهمة وزارة الاشغال اللبنانية وكل من العميد حسين صالح أحد أبناء قرية الخريبة والرائد طلال مراد.وحالياً تعاني طرقات حام كسائر القرى والبلدات لكن معاناتها تبدو أكبر نظراً لحالة العزلة التي تعيشها. كما أنها تفتقر لخطوط الهواتف الأرضية.